# Thomas de Mowbray (4e comte de Norfolk)
Pour les articles homonymes, voir Thomas de Mowbray.
 (avril 2017).
Titre
Comte de Norfolk et de Nottingham, baron Segrave (en) et Mowbray
22 septembre 1399 – 8 juin 1405
(5 ans, 8 mois et 17 jours)
Thomas de Mowbray (17 septembre 1385 – 8 juin 1405), 4e comte de Norfolk, 2e comte de Nottingham, 8e baron Segrave, 7e baron Mowbray, est un noble anglais.
Son père Thomas est exilé sur ordre de Richard II en octobre 1398. À sa mort à Venise le 22 septembre 1399, il lui succède comme comte de Norfolk et Nottingham, mais le nouveau roi Henri IV ne lui permet pas de devenir duc de Norfolk. 
Il épouse en 1402 Constance Holland, fille de John Holland, duc d'Exeter, mais le mariage n'est pas consommé.
En mai 1405, il conduit une révolte contre le roi Henri IV aux côtés de l'archevêque d'York Richard le Scrope et du comte de Northumberland. C'est un échec, et il est capturé et exécuté à York le 8 juin pour trahison.